# Предтечи
«Предтечи» (на Западе выходила под названием Precursors) — компьютерная игра жанра Action/RPG/Simulator, разработанная украинской студией Deep Shadows. Издатель в России — Руссобит-М. 4 февраля 2017 года издатель GFI выпустил игру в Steam.

## Описание
Игра сделана в научно-фантастическом антураже, где люди уже покорили космос, а встреча с инопланетянами прошла мирно. Роль злобных пришельцев взяло на себя само человечество, разрушая себя изнутри. Оно раскололось на несколько противоборствующих фракций:
- Империя — одна из двух космических сверхдержав.
- Демократический Союз (ДС) — одна из двух космических сверхдержав.
- Вольные торговцы.
- Бандиты.
- Мирные жители.
- Рейдеры — космические налётчики.

Также существуют две группировки инопланетян:
- Птицы революционеры — одна из двух группировок, на которые распался народ Клатц.
- Птицы гнезда — одна из двух группировок, на которые распался народ Клатц.

Главный герой игры наёмник по имени Трис Крайтон. После окончания Академии, он отправляется служить на планету Гольдин, где поступает в распоряжение старого друга своего погибшего отца - полковника Ридегера. 
Ридегер даёт Крайтону межзвездный корабль "Королева Солнца", на котором когда-то летал отец Триса.
Внезапно становится известно, что родная планета Триса Касилла, центр цивилизации Амарнов, уничтожена в результате неизвестной катастрофы.
Старейшина совета Гольдина поручает Крайтону найти изгнанника Фалькао, для этого Крайтон отправляется на планету Гли. Найдя Фалькао, Крайтон узнаёт, что к катастрофе может быть причастен имперский учёный Апротов, который ставил эксперименты с артефактами таинственной цивилизации Предтеч.
Фалькао говорит, что искать Апротова нужно в лаборатории на планете Рандоре, где идёт война между Империей и Гильдией Вольных торговцев.
Выполнив ряд заданий на стороне либо Империи, либо Торговцев, Крайтон находит Апротова и они вместе улетают с планеты на корабле Крайтона. 
Крайтон узнаёт, что на самом деле Аполлонов не уничтожил Касиллу умышленно, что он старается разгадать тайну пророчества Предтеч.
На этом игра заканчивается.

### Планеты
В возможностях главного героя есть посещение 10 систем, но только 7 планет пригодны для посещения:
- Гольдин — пустынная планета, не представляла бы никакого интереса, если бы не огромные залежи нефтидия.
- Гли — планета народа Клатц.
- Реандоре — крупная планета системы Ти-4, необычайно богатая минеральными ресурсами. На этой планете ведётся нескончаемая война между Империей и Вольными торговцами.
- Моренто — одна из планет ДС.
- Сунакс — планета известна в первую очередь своими уникальными пряностями. Также Сунакс известен как курортная планета.
- Ярент — «Планета рейдеров».
- Планета чужих.

## Отзывы
| Русскоязычные издания | Русскоязычные издания |
| Издание               | Оценка                |
| --------------------- | --------------------- |
| Absolute Games        | 37/100                |
| «Игромания»           | 6/10                  |

Журнал «Игромания» отметил, что

«Предтечи», как и Xenus, так и не сумела выйти за рамки термина «полупрофессиональная игра из бывшего СССР; игра выглядит так, как будто её делали талантливые, но не слишком умелые и опытные люди».